# Didymodon maximus
Didymodon maximus är en bladmossart som beskrevs av M. O. Hill 1981 [1982. Didymodon maximus ingår i släktet lansmossor, och familjen Pottiaceae. Inga underarter finns listade i Catalogue of Life.